# جمعية النساء الحرائر
جمعية النساء الحرائر هي منظمة معنية بحقوق المرأة في هولندا منذ عام 1889. كانت إحدى المنظمات النسائية الرائدة والأكثر انتشارًا على الصعيد الوطني للحركات النسائية الهولندية في القرن التاسع عشر.
وكان هدفها العمل من أجل المساواة بين الرجال والنساء في التعليم والمهن والقانون وأخيرًا في السياسة، وبالتالي كانت تعمل من أجل حق المرأة في الاقتراع رُغم أن ذلك لم يكن هدفها الأول.  
شاركت في تأسيسها ويلهلمانيا دروكر ومن أشهر أعمال المنظمة هو المعرض الوطني لعمل المرأة والذي أقيم في لاهاي عام 1898 والذي كان يشار إليه بأنه مصدرًا مهمًا في تسليط الضوء على الحركات النسائية في هولندا خلال القرن التاسع عشر.